# Jamesonia
Jamesonia es un género con 19 especies de helechos perteneciente a la familia Pteridaceae.

## Taxonomía
Jamesonia fue descrito por Hook. & Grev. y publicado en Plantes recueillies pendant le voyage des Russes autour du monde 2: t. 178. 1830. La especie tipo es: Jamesonia pulchra Hook. & Grev. 

## Especies
- Jamesonia alstonii A.F.Tryon
- Jamesonia auriculata A.F.Tryon
- Jamesonia blepharum A.F.Tryon
- Jamesonia bogotensis H.Karst.
- Jamesonia boliviensis A.F.Tryon
- Jamesonia canescens Kunze
- Jamesonia cinnamomea Kunze
- Jamesonia cuatrecasasii A.F.Tryon
- Jamesonia goudotii (Hieron.) C.Chr.
- Jamesonia imbricata (Sw.) Hook. & Grev.
- Jamesonia laxa Mett.
- Jamesonia osteniana (Dutra) Gastony
- Jamesonia peruviana A.F.Tryon
- Jamesonia pulchra Hook. & Grev.
- Jamesonia robusta H.Karst.
- Jamesonia rotundifolia Fée
- Jamesonia scalaris Kunze
- Jamesonia scammaniae A.F.Tryon
- Jamesonia verticalis Kunze